# Teardrop (Massive Attack)
Teardrop è un singolo del gruppo musicale britannico Massive Attack, pubblicato il 27 aprile 1998 come secondo estratto dal terzo album in studio Mezzanine.
La canzone ha avuto un notevole successo, raggiungendo il decimo posto nella Official Singles Chart.

## Descrizione
Terza traccia dell'album, il brano è cantato da Elizabeth Fraser dei Cocteau Twins ed alcune sonorità della ritmica ricordano vagamente il brano Sometimes I Cry di Les McCann.

## Video musicale
Il video, diretto da Walter Stern, mostra un feto nel grembo materno che canta il brano.
Un montaggio strumentale del brano è stato usato nella sequenza di apertura della serie televisiva statunitense Dr. House - Medical Division, non utilizzato nella versione italiana per motivi di copyright.

## Tracce
Testi e musiche di Robert Del Naja, Grant Marshall, Andrew Vowles e Elizabeth Fraser, eccetto dove indicato
CD, 12", download digitale, streaming
1. Teardrop (Album Version) – 5:31
2. Euro Zero Zero – 5:24 (Robert Del Naja, Grant Marshall, Andrew Vowles, Tricky, Tim Norfolk, Bob Locke)
3. Teardrop (Scream Team Remix) – 6:45
4. Teardrop (Mad Professor Mazaruni Instrumental Mix) – 6:24

MC
1. Teardrop (Album Version) – 5:31
2. Euro Zero Zero – 5:24 (Robert Del Naja, Grant Marshall, Andrew Vowles, Tricky, Tim Norfolk, Bob Locke)
3. Teardrop (Scream Team Remix) – 6:45

## Formazione
Hanno partecipato alle registrazioni, secondo le note di copertina di Mezzanine:
Gruppo
- Robert Del Naja – arrangiamento, programmazione, tastiera, campionatore
- Grant Marshall – arrangiamento, programmazione, tastiera, campionatore
- Andrew Vowles – arrangiamento, programmazione, tastiera, campionatore

Altri musicisti
- Neil Davidge – arrangiamento, programmazione, tastiera, campionatore
- Elizabeth Fraser – voce
- Angelo Bruschini – chitarra
- John Harris – basso
- Bob Locke – basso
- Winston Blisset – basso
- Andy Gangadeen – batteria
- Dave Jenkins – tastiera aggiuntiva
- Michael Timothy – tastiera aggiuntiva

Produzione
- Massive Attack – produzione
- Neil Davidge – produzione
- Jan Kybert – Pro Tools
- Lee Shepherd – ingegneria del suono
- Mark "Spike" Stent – missaggio
- Jan Kybert – assistenza al missaggio
- P-Dub – assistenza al missaggio
- Tim Young – montaggio

## Versione di José González
Teardrop è anche un singolo del secondo album di José González, In Our Nature; esso è stato pubblicato in Europa il 12 novembre 2007.

### Tracce
1. Teardrop – 3:22
2. Four Forks Ache – 5:25

## Versione dei The Collective
Il 13 novembre 2011 è stata commercializzata una reinterpretazione di Teardrop ad opera di un gruppo assemblato dal produttore Gary Barlow e chiamato The Collective.
Pubblicato come singolo ufficiale per Children in Need 2011, la cover è stata prodotta da Labrinth e ha visto come interpreti Chipmunk, Dot Rotten, Ed Sheeran, Ms. Dynamite, Mz. Bratt, Tulisa, Rizzle Kicks, Tinchy Stryder e Wretch 32.
A seguito della sua pubblicazione, il brano ha ricevuto in gran parte recensioni negative, ed è entrato nella classifica britannica al numero 24, il peggiore piazzamento nella classifica del Children In Need Song da 16 anni.

### Video musicale
Il videoclip è stato pubblicato nell'ottobre 2011 e rappresenta un feto.

### Tracce
1. Teardrop – 4:04
2. Teardrop (R1 Remix) – 4:32
3. Teardrop (Wideboys Remix) – 5:22
4. Teardrop (Lonsdale Boys Club Remix) – 4:14

### Classifiche
| Classifica (2011) | Posizione massima |
| ----------------- | ----------------- |
| Regno Unito       | 24                |
| Regno Unito (R&B) | 7                 |
| Scozia            | 30                |